# Serse (figlio di Mitridate)
Serse (in greco antico: Ξέρξης?, Xérxes; fl. I secolo a.C.) è stato un nobile greco antico, figlio di Mitridate VI, re del Ponto.

## Biografia
Assieme ad alcuni suoi fratelli cadde prigioniero di Pompeo Magno nel 64 a.C., in seguito alla insurrezione della città di Fanagoria, dove era stato mandato dal padre affinché fosse al sicuro. In seguito nel trionfo di Pompeo sfilò tra i prigionieri.